# Raimuti Keousi
Raimuti Keousi ist ein osttimoresisches Dorf im Suco Saboria (Verwaltungsamt Aileu, Gemeinde Aileu).

## Geographie
Raimuti Keousi liegt im Osten der Aldeia Bermanuleu. Etwa einen Kilometer weiter südlich liegt das Nachbardorf Bermanuleu, in dem sich die nächstgelegene Grundschule befindet sowie Gotteshäuser der Römisch-katholischen und Protestantischen Kirche in Osttimor (IPTL). Im Osten liegen im Suco Fahisoi (Verwaltungsamt Remexio) die Dörfer Dirohati und Estaurlatan.